# Ilhas Italianas do Egeu
As Ilhas Italianas do Egeu (italiano: Isole italiane dell'Egeo, grego: Ιταλικά νησιά του Αιγαίου), mais conhecidas por  Dodecaneso Italiano, foram um grupo de doze ilhas principais e algumas dezenas de ilhéus do sul do Mar Egeu que estiveram integradas no Reino de Itália entre 1912 e 1947.
Conquistado durante a Guerra Ítalo-Turca, este território pertenceu formalmente ao Reino da Itália (e, por um curto período de tempo a República da Itália) entre 1912 e 1947; no entanto, a ocupação efetiva do arquipélago pela Itália foi finalizada em setembro de 1943, quando este caiu sob o controle das forças armadas alemãs. Em 1945, a ocupação alemã foi substituída pela do Reino Unido e depois de 1947, o arquipélago seria entregue ao Reino da Grécia.